# Port Ellen destilleri
Port Ellen distilleri er et tidligere skotsk whiskyestilleri, der ligger på øen Islay i Skotland. Det blev grundlagt i 1825, og var i drift indtil 1983, hvor de sidste flasker blev produceret. Port Ellen producerer dog stadig malt, og det leverer stadig til størstedelen af distillerierne på Islay. Det er ejet af Diageo.
I 2022 blev en sjælden tønde Port Ellen whisky fra 1979 solgt på auktion af Sotheby's for £875,000. Den blev solgt som en del af et lot, der inkluderede Murano-glaskunst af kunstneren Ini Archibong. Diageo annoncerede at 5% af hammerslagsprisen ville blive doneret til Care Internationals arbejde i Ukraine.